# Liste der Geotope in Bamberg
Diese Liste enthält die Geotope der oberfränkischen Stadt Bamberg in Bayern.
Die Liste enthält die amtlichen Bezeichnungen für Namen und Nummern des Bayerischen Landesamtes für Umwelt (LfU) sowie ihre geographische Lage. Diese Liste ist möglicherweise unvollständig. Im Geotopkataster Bayern sind etwa 3.400 Geotope (Stand März 2020) erfasst. Das LfU sieht einige Geotope nicht für die Veröffentlichung im Internet geeignet. Einige Objekte sind zum Beispiel nicht gefahrlos zugänglich oder dürfen aus anderen Gründen nur eingeschränkt betreten werden.
| Name                       | Bild | Geotop ID | Gemeinde / Lage  | Geologische Raumeinheit | Beschreibung | Fläche m² / Ausdehnung m | Geologie                                                   | Aufschlussart                  | Wert      | Schutzstatus      | Bemerkung |
| -------------------------- | ---- | --------- | ---------------- | ----------------------- | --- | ------------------------ | ---------------------------------------------------------- | ------------------------------ | --------- | ----------------- | --------- |
| Tongrube in Gaustadt       |      | 461A001   | Bamberg Position | Sandsteinkeuperregion   | Von den ehemals zahlreichen Tongruben in diesem Gebiet sind heute nur noch zwei vorhanden. Die Schichtfolge wurde seit den 1950er Jahren mehrfach untersucht. Alle Autoren beschreiben eine komplizierte Abfolge von Lößen, Fließerden und Bödenbildungen. Teile des Profils sind noch nicht datiert. Belegt ist, dass würm- und rißeiszeitliche und interglaziale Bildungen vorkommen. Eiskeile und Fließerden belegen die Kaltzeiten, während Bodenbildungen auf Warmzeiten zurückgehen. | 500 100 × 5              | Typ: Fossiler Boden, Schichtfolge Art: Tonstein, Sandstein | Lehmgrube/Tongrube/Mergelgrube | wertvoll  | kein Schutzgebiet |           |
| Bamberger Sandsteinstollen |      | 461G001   | Bamberg Position | Nördliche Albrandregion | Ab dem 11. Jahrhundert wurde der Burgsandstein zur Gewinnung von Putz- und Scheuersand abgebaut. Seit dem 17. Jahrhundert wurde das rund 11 km lange Stollensystem als Lager- und Kühlraum (u. a. für die zahlreichen Bamberger Brauereien) verwendet. Zwischen 1941 und 1945 dienten die Anlagen mit einer Teufe von maximal 70 Metern auch als Luftschutzbunker für die Bamberger Bevölkerung. Heute können Führungen für Gruppen telefonisch unter +49 (0)951 2976330 gebucht werden.   | 55000 11000 × 5          | Typ: Felsenkeller, Stollen Art: Sandstein                  | Tunnel/Stollen/Schacht         | bedeutend | kein Schutzgebiet |           |